# VII. (VIII.) István pápa
VIII. István (latinul: Stephanus), (? – 931. március 15.) léphetett a pápai trónra a történelem folyamán a 126.-ként 928 decemberében. A hivatalos vatikáni források VII. Istvánként emlékeznek meg róla, mivel nem ismerik el II. István pápa pontifikátusát. Pedig egyesek szerint VIII. Istvánnak is kétségbe vonható a legitimitása, hiszen akkor lépett trónra, amikor egyik elődje, X. János pápa még életben volt börtönében, és nem mondott le.

## Élete
Rómában született, apját Teudemundnak nevezték. Az egyház szolgálatába állva évek múltán a római Szent Anasztázia-templom bíborosa lett. Ekkor került közel a már több éve uralkodó spoletoi párthoz. Amikor elődjét, VI. Leót elűzték a trónról, Marozia őt jelölte utódjául. 

István gyenge kezű egyházfőnek bizonyult, aki a nagy befolyású nemesek árnyékában maradt. Pontifikátusáról semmi sem maradt fenn az utókornak. Mindössze annyit tudunk róla, hogy egyes itáliai és franciaországi kolostoroknak kiváltságokat adományozott. 931 februárjában halt meg. Testét a Szent Péter-bazilikában helyezték örök nyugalomra.

## Művei
- Documenta Catholica Omnia (latin nyelven). (Hozzáférés: 2011. december 6.)